# Bustillo de Chaves
Bustillo de Chaves es un municipio y villa de la provincia de Valladolid, comunidad autónoma de Castilla y León, España. Esta localidad se encuentra situada en la comarca de Tierra de Campos a 74 km al norte de la capital de la provincia. Tiene una densidad de 3,61 hab./km² y está a una altitud de 811 m.
Tiene como pedanía la cercana localidad de Gordaliza de la Loma.
Está atravesado por el río Navajos, también conocido como arroyo Bustillo o Ahogaborricos, afluente del Valderaduey.

## Monumentos
Destacan la torre mudéjar de la iglesia de Nuestra Señora de las Eras y algunas bodegas de fábrica de sillería.

## Geografía
Parte de su término municipal está integrado dentro de la Zona de especial protección para las aves denominada La Nava - Campos Norte perteneciente a la Red Natura 2000.

## Geografía humana

### Demografía
Cuenta con una población de 65 habitantes (INE 2024).

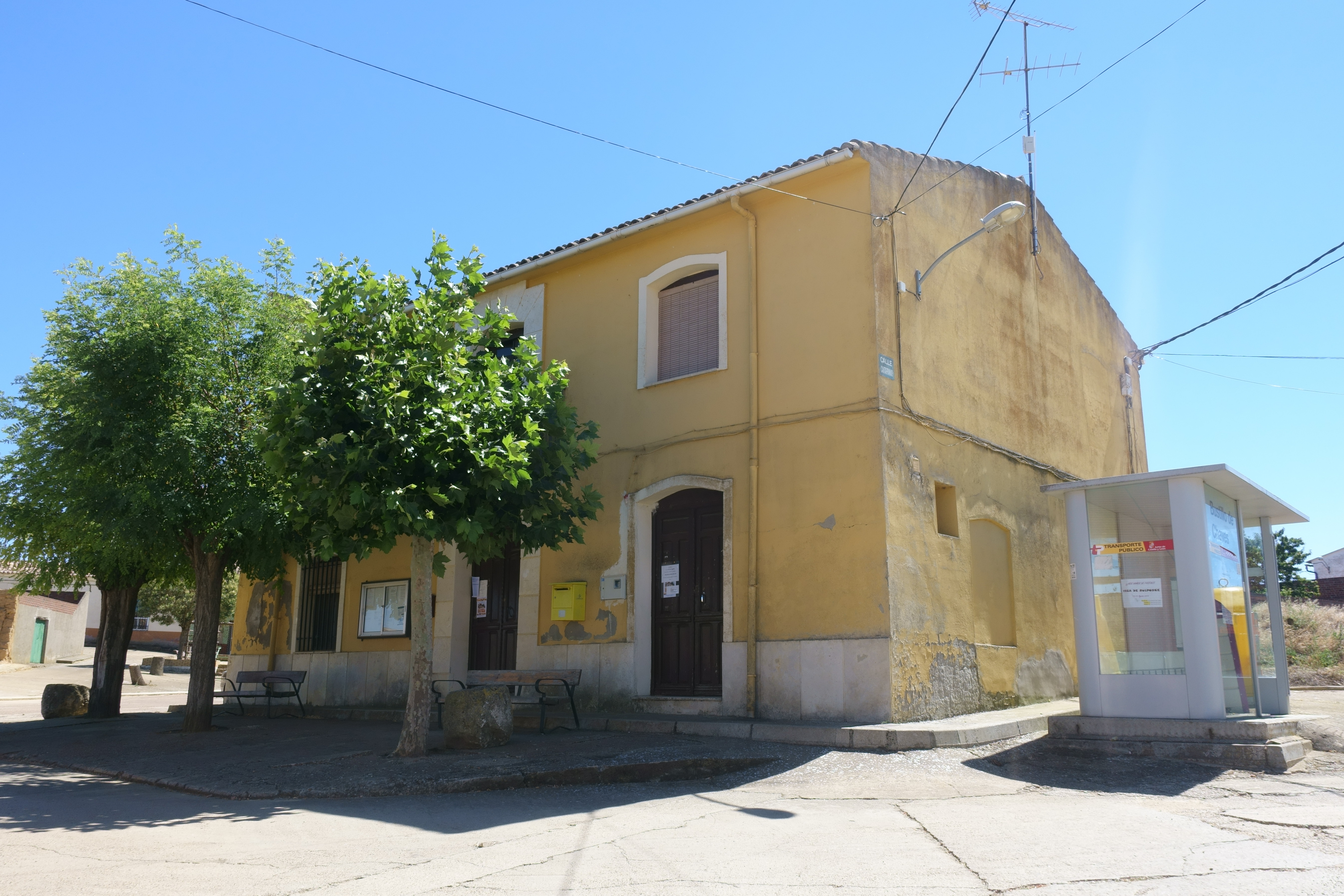
Casa consistorial

| Gráfica de evolución demográfica de Bustillo de Chaves entre 1842 y 2021 |
| |
| Población de derecho según los censos de población del INE Población de hecho según los censos de población del INEEntre el censo de 1857 y el anterior, crece el término del municipio porque incorpora a 475006 (Gordaliza de la Loma) |

| Nacionalidad | Hombres | Mujeres | Total | %     | Proporción |
| ------------ | ------- | ------- | ----- | ----- | ---------- |
| Española     | 27      | 21      | 48    | 70.5% |            |
| Extranjera   | 13      | 7       | 20    | 29.4% |            |

| 119            | 100 | 99 | 102 | 87 | 79 | 72 | 68 |
| (Fuente: INE ) |     |    |     |    |    |    |    |